# Lijst van kunsttalen
Dit is een alfabetische, sorteerbare lijst van kunsttalen. Programmeertalen zijn hierin niet opgenomen.
De kolommen vermelden:
- de naam (eventuele alternatieve namen tussen haakjes),
- de ISO-code volgens ISO 639-1 (vet), ISO 639-3 (gewoon), ingetrokken of voorgesteld (cursief),
- jaar en auteur, voor zover bekend,
- type (hoofdzakelijk ingedeeld naar doel),
- een korte omschrijving.

| Naam                                        | ISO-code | Jaar       | Auteur                                                             | Type                    | Korte omschrijving                                                                                |
| ------------------------------------------- | -------- | ---------- | ------------------------------------------------------------------ | ----------------------- | ------------------------------------------------------------------------------------------------- |
| Adjuvanto                                   |          |            | Louis de Beaufront                                                 | Internationale hulptaal | A-posterioritaal, vergelijkbaar met het Esperanto en het Ido                                      |
| Adjuvilo                                    |          | 1908       | Claudius Colas                                                     | Internationale hulptaal | Esperantido, die mogelijk bedoeld was om verdeeldheid te scheppen in het Idokamp                  |
| Adûnaïsch                                   |          |            | J.R.R. Tolkien                                                     | Fantasietaal            | A-prioritaal van Midden-aarde                                                                     |
| Afrihili                                    | afh      | 1970       | K.A. Kumi Attobrah                                                 | Zonale hulptaal         | Samengesteld uit diverse Afrikaanse talen                                                         |
| Arahau                                      |          | 2006       | Ivan Karasev                                                       | Fantasietaal            | A-prioritaal                                                                                      |
| Arcaicam Esperantom                         |          | 1969       | Manuel Halvelik                                                    | Internationale hulptaal | Archaïsche vorm van het Esperanto, bedoeld voor gebruik in Esperantoliteratuur                    |
| Ars Signorum                                |          | 1661       | George Dalgarno                                                    | Filosofische taal       | Taxonomische a-prioritaal                                                                         |
| Atlantiaans                                 |          | 2001       | Mark Okrand                                                        | Fantasietaal            | Gemaakt voor de Disneyfilm Atlantis: De verzonken stad                                            |
| Aui                                         |          | 1962       | John W. Weilgart                                                   | Fantasietaal            | Taal van buitenaardse wezens volgens psychiater Weilgart                                          |
| Babm                                        |          | 1962       | Fuishiki Okamoto                                                   | Internationale hulptaal | Gebruikt het Latijnse alfabet als abjad                                                           |
| Bâleybelen                                  |          | 1574       | Muhyi-i Gülşeni                                                    |                         | A-posterioritaal uit het 15e-eeuwse Egypte, gebaseerd op het Perzisch, Turks en Arabisch          |
| Baronh                                      |          | 1996       | Hiroyuki Morioka                                                   | Fantasietaal            | Gebaseerd op het Oudjapans, in de trilogie Crest of Stars                                         |
| Basic English                               |          | 1925       | Charles Kay Ogden                                                  | Internationale hulptaal | Vereenvoudigd Engels met 850 woorden, maar met gewone Engelse grammatica                          |
| Bitruskisch                                 |          | 1979       | Jay Bowks                                                          | Internationale hulptaal | Minimalistische taal, gebaseerd op de Indo-Europese talen, Baskisch en Etruskisch                 |
| Blissymbols                                 | zbl      | 1949       | Charles K. Bliss                                                   | Pasigrafie              | Minimalistische taal, gebaseerd op de Indo-Europese talen, Baskisch en Etruskisch                 |
| Bolak (Langue Bleue)                        |          | 1899       | Léon Bollack                                                       | Internationale hulptaal | Gemengde a-priori-/a-posterioritaal                                                               |
| Brithenig                                   | bzt      | 1996       | Andrew Smith                                                       | Alternatieve taal       | Een op het Welsh gebaseerde Romaanse taal uit Ill Bethisad                                        |
| Ceqli                                       | cql, tcj | 1996       | Rex F. May                                                         | Logische taal           | Gebaseerd op het Engels en het Chinees                                                            |
| Characteristica Universalis                 |          | 1678       | Gottfried Wilhelm Leibniz                                          | Filosofische taal       | Universele symbolentaal                                                                           |
| Common Writing                              |          | 1647       | Francis Lodwick                                                    | Filosofische taal       | Taxonomische a-prioritaal                                                                         |
| Communicationssprache                       |          | 1839       | Joseph Schipfer                                                    | Internationale hulptaal | Een van de vroegste internationale hulptalen, gebaseerd op het Frans                              |
| D'ni                                        |          |            | Richard A. Watson                                                  | Fantasietaal            | Gemaakt voor de computerspellen Myst en Riven                                                     |
| Dothraki                                    |          | 2009       | George R.R. Martin, David J. Peterson                              | Fantasietaal            | In A Song of Ice and Fire en de serie Game of Thrones                                             |
| Dutton Speedwords                           | dws      | 1922       | Reginald Dutton                                                    | Internationale hulptaal | Stenografisch systeem                                                                             |
| Ekspreso                                    |          | 1996       | Jay Bowks                                                          | Internationale hulptaal |                                                                                                   |
| Enochiaans                                  |          | 16e eeuw   | John Dee, Edward Kelley                                            |                         | Occulte taal                                                                                      |
| Esata                                       |          |            |                                                                    |                         | Gebaseerd op het Engels                                                                           |
| Esperantido                                 |          | 1919-1920  | René de Saussure                                                   |                         |                                                                                                   |
| Esperanto                                   | eo, epo  | 1887       | Ludwik Lejzer Zamenhof                                             | Internationale hulptaal | De bekendste kunsttaal                                                                            |
| Euronord                                    |          | 1965       | Adrian J. Pilgrim                                                  | Zonale hulptaal         | Gebaseerd op de Germaanse talen                                                                   |
| Europanto                                   | eur      | 1996       | Diego Marani                                                       | Internationale hulptaal | Gebaseerd op het lange willekeurige weg vermengen van Europese talen                              |
| Fasile                                      |          | 1999       | Balduino Egon Breitenbach                                          | Internationale hulptaal |                                                                                                   |
| Folkspraak                                  |          | 1995       | Jeffrey Henning e.a.                                               | Zonale hulptaal         | Gebaseerd op de Germaanse talen                                                                   |
| Gestuno                                     |          | 1973       |                                                                    | Gebarentaal             |                                                                                                   |
| Globish                                     |          | 2004       | Jean-Paul Nerrière                                                 | Internationale hulptaal | Gebaseerd op het Engels                                                                           |
| Glosa                                       |          | 1972-1992  | Ronald Clark, Wendy Ashby                                          | Internationale hulptaal | Gebaseerd op het Interglossa, waarin ook het Oudgrieks een prominente rol speelt                  |
| Gnomisch                                    |          |            | Eoin Colfer                                                        | Fantasietaal            | Taal van de elfen uit de serie Artemis Fowl                                                       |
| Goa'uld                                     |          |            |                                                                    | Fantasietaal            | Gebruikt in de tv-serie Stargate SG-1                                                             |
| Hervormd Esperanto                          |          | 1894       | Ludwik Lejzer Zamenhof                                             | Internationale hulptaal | Revisie van het Esperanto, die echter geen vervolg kreeg                                          |
| Idiom Neutral                               |          | 1893-1898  | Waldemar Rosenberger                                               | Internationale hulptaal | Hoofdzakelijk Romaans, maar voortgekomen uit de Volapükbeweging                                   |
| Ido                                         | io, ido  | 1907       | Louis de Beaufront                                                 | Internationale hulptaal | Het succesvolste Esperantohervormingsproject                                                      |
| Intal                                       |          | 1956       | Erich Weferling                                                    | Internationale hulptaal | Compromistaal tussen Esperanto, Ido, Interlingua, Occidental, Novial en Neo                       |
| Interglossa                                 | igs      | 1943       | Lancelot Hogben                                                    | Internationale hulptaal | Internationale taal waarin ook het Oudgrieks een prominente rol speelt                            |
| Interlingua (Interlingua de IALA)           | ia, ina  | 1936-1951  | IALA                                                               | Internationale hulptaal | Gebaseerd op internationale woorden, vooral Latijn, Frans, Italiaans, Spaans, Portugees en Engels |
| Interslavisch                               | isv      | 1665       | Juraj Križanić                                                     | Zonale hulptaal         | Gebaseerd op de Slavische talen                                                                   |
| Ithkuil                                     |          | 1978-2004  | John Quijada                                                       | Experimentele taal      |                                                                                                   |
| Kēlen                                       |          | 1982       | Sylvia Sotomayor                                                   | Experimentele taal      | Taal zonder werkwoorden, gebruikt door fictieve cultuur der Kēleñi                                |
| Khuzdûl                                     |          | 1935       | J.R.R. Tolkien                                                     | Fantasietaal            | Dwergentaal van Midden-aarde                                                                      |
| Klingon                                     | tlh      | jaren 1980 | Mark Okrand                                                        | Fantasietaal            | Uit Star Trek                                                                                     |
| Klingonaase                                 |          | 1985       | John M. Ford                                                       | Fantasietaal            | Gemaakt voor Star Trek, maar verdrongen door het Klingon                                          |
| Kobaïaans                                   |          | 1969       | Christian Vander                                                   | Fantasietaal            | Gebruikt door de Franse rockband Magma                                                            |
| Koloniaal Duits                             |          | 1915       | Emil Schwörer                                                      | Zonale hulptaal         | Gebaseerd op het Duits                                                                            |
| Kosmos                                      |          | 1888       | Eugene Lauda                                                       | Internationale hulptaal | Vereenvoudigd Latijn                                                                              |
| Kotava                                      | avk      | 1978       | Staren Fetcey                                                      | Internationale hulptaal | A-prioritaal                                                                                      |
| Láadan                                      | ldn      | 1982       | Suzette Haden Elgin                                                | Fantasietaal            | Op het feminisme gebaseerde taal, die in rol speelt in de serie Native Tongue                     |
| Langue Catholique                           |          | 1890       | Alberto Liptay                                                     | Internationale hulptaal |                                                                                                   |
| Larimin                                     |          | 2004       | Olga Laedel                                                        | Fantasietaal            | Agglutinerende a-prioritaal                                                                       |
| Latino Moderne                              |          | 1996       | David Th. Stark                                                    | Zonale hulptaal         | Gebaseerd op het Interlingua                                                                      |
| Latino sine flexione (Interlingua de Peano) |          | 1903       | Giuseppe Peano                                                     | Internationale hulptaal | Gebaseerd op het Latijn                                                                           |
| Lincos                                      |          | 1960       | Hans Freudenthal                                                   | Experimentele taal      | Taal voor de communicatie met buitenaardsen                                                       |
| Lingua Franca Nova                          | lfn      | 1965       | C. George Boeree                                                   | Internationale hulptaal | Gebaseerde op de Romaanse talen en de creoolse talen                                              |
| Lingua Ignota                               |          | 12e eeuw   | Hildegard van Bingen                                               | Persoonlijke taal       | A-prioriwoorden, ingebed in Latijnse teksten                                                      |
| Lingua Sistemfrater                         |          | 1957       | Phạm Xuân Thái                                                     | Internationale hulptaal | Woordenschat vooral Europees, maar grammatica isolerend onder invloed van Aziatische talen        |
| Lingwa de Planeta                           |          | 2006       | Dmitri Ivanov e.a.                                                 | Internationale hulptaal | Gebaseerd op de tien meest gesproken talen van de wereld                                          |
| Lingwe Uniwersala                           |          | 1878-1887  | Ludwik Lejzer Zamenhof                                             | Internationale hulptaal | Vroege vorm van Esperanto                                                                         |
| Locos                                       |          | 1964       | Yukio Ota                                                          | Pasigrafie              | "Lovers Communication System", gebaseerd op pictogrammen en ideogrammen                           |
| Loglan                                      |          | 1955       | James Cooke Brown                                                  | Logische taal           | Logische a-prioritaal                                                                             |
| Logopandecteison                            |          | 1653       | Thomas Urquhart                                                    | Filosofische taal       | Taxonomische taal                                                                                 |
| Lojban                                      | jbo      | 1987       | Logical Language Group                                             | Logische taal           | Gebaseerd op het Loglan                                                                           |
| Mangani                                     |          |            | Edward Rice Burroughs                                              | Fantasietaal            | Taal van een fictief apenras uit de Tarzanboeken                                                  |
| Mirad (Unilingua)                           |          | 1966       | Noubar Agapoff                                                     | Internationale hulptaal | A-prioritaal                                                                                      |
| Modern Indo-Europees (Europaio)             |          | 2004       | Carlos Quiles, María Teresa Batalla                                | Internationale hulptaal | Gebaseerd op het Proto-Indo-Europees                                                              |
| Mondial                                     |          | 1943       | Helge Heimer                                                       | Internationale hulptaal | Gebaseerd op de Romaanse talen en vergelijkbaar met het Interlingua                               |
| Mundolinco                                  |          | 1888       | J. Braakman                                                        | Internationale hulptaal | De eerste Esperantido                                                                             |
| Nadsat                                      |          | 1962       | Anthony Burgess                                                    | Fantasietaal            | Fictieve Engelse slang, vooral ontleend aan Russische woorden                                     |
| Nasika                                      |          | 2001       | Jan Havliš                                                         | Alternatieve taal       | Fictieve Noord-Slavische taal uit Ill Bethisad                                                    |
| Na'vi                                       |          | 2005-2009  | Paul Frommer                                                       | Fantasietaal            | A-prioritaal uit de film Avatar                                                                   |
| Neo                                         | neu      | 1937       | Arturo Alfandari                                                   | Internationale hulptaal | Genoot enige populariteit in de jaren 1960                                                        |
| Neopisch                                    |          |            |                                                                    | Fantasietaal            | Gebruikt op de internetsite Neopets                                                               |
| Newspeak                                    |          | 1948       | George Orwell                                                      | Fantasietaal            | Sf-variant van het Engels in het boek 1984                                                        |
| Novial                                      | nov      | 1928       | Otto Jespersen                                                     | Internationale hulptaal | Naturalistische IAL                                                                               |
| Noxilo                                      |          | 1997       | Mizuta Sentaro                                                     | Internationale hulptaal | Heterogene a-posterioritaal met een eigen schrift                                                 |
| Occidental (Interlingue)                    | ie, ile  | 1922       | Edgar de Wahl                                                      | Internationale hulptaal | Naturalistische IAL                                                                               |
| Omo                                         |          | 1910       | Vladimir Vengerov                                                  | Internationale hulptaal | Een Esperantido                                                                                   |
| Pasilingua                                  |          | 1885       | Paul Steiner                                                       | Internationale hulptaal | Schematische taal, vooral gebaseerd op het Duits, Engels, Frans en Latijn                         |
| Pig Latin                                   |          |            |                                                                    | Taalspelletje           |                                                                                                   |
| Poliespo                                    |          |            | Billy Ray Waldon (Nvwtohiyada Idehesdi Sequoyah)                   | Internationale hulptaal | "Polysynthetisch Esperanto" met Cherokeewoorden                                                   |
| Pra-Esperanto                               |          | 1881       | Ludwik Lejzer Zamenhof                                             | Internationale hulptaal | Vroege vorm van Esperanto                                                                         |
| P-taal                                      |          |            |                                                                    | Taalspelletje           | Soort geheimtaal                                                                                  |
| Ptydepe                                     |          | 1966       | Václav Havel                                                       | Fantasietaal            | Gebruik in het toneelstuk Het Memorandum                                                          |
| Qosmiani                                    |          | 1928       | W.M.L. Beatty                                                      | Internationale hulptaal |                                                                                                   |
| Quenya (Quenyaans)                          | qya      | 1915       | J.R.R. Tolkien                                                     | Fantasietaal            | A-prioritaal van Midden-aarde                                                                     |
| Real Character                              |          | 1668       | John Wilkins                                                       | Filosofische taal       | Taxonomische a-prioritaal                                                                         |
| Ro                                          |          | 1904-1908  | Edward Powell Foster                                               | Internationale hulptaal | Taxonomische taal                                                                                 |
| Romanica                                    |          | 2001       | Josu Lavin                                                         | Zonale hulptaal         | Gebaseerd op het Interlingua                                                                      |
| Romániço                                    | rco      | 1991       | anoniem                                                            | Internationale hulptaal | Gebaseerd op Esperanto, Ido en Interlingua                                                        |
| Romanid                                     |          | 1956       | Zoltán Magyar                                                      | Zonale hulptaal         | Gebaseerd op de Romaanse talen                                                                    |
| Romanova                                    | rmv      | 1999       | David Crandall e.a.                                                | Zonale hulptaal         | Gebaseerd op de Romaanse talen                                                                    |
| Sambahsa-Mundialect                         |          | 2007       | Olivier Simon                                                      | Internationale hulptaal | Gebaseerd op het Proto-Indo-Europees                                                              |
| Siberisch                                   |          | 2005       | Jaroslav Zolotarjov                                                |                         | Reconstructie op basis van oude Russische dialecten van Siberië                                   |
| Signuno                                     |          |            |                                                                    | Gebarentaal             | Een gebarentaal voor het Esperanto                                                                |
| Simlish                                     |          |            |                                                                    | Fantasietaal            | Gebruik in de computerspellen The Sims e.a.                                                       |
| Sindarijns                                  | sjn      |            | J.R.R. Tolkien                                                     | Fantasietaal            | A-prioritaal van Midden-aarde                                                                     |
| Sisselspraak                                |          |            | J.K. Rowling                                                       | Fantasietaal            | Slangentaal uit de Harry Potterserie                                                              |
| Slovianski                                  |          | 2006       | Ondrej Rečnik, Gabriel Svoboda, Jan van Steenbergen, Igor Polyakov | Zonale hulptaal         | Gebaseerd op de Slavische talen                                                                   |
| Slovio                                      |          | 1999       | Mark Hučko                                                         | Internationale hulptaal | Gebaseerd op de Slavische talen en Esperanto                                                      |
| Smurfentaal                                 |          | jaren 1950 | Peyo, Franquin                                                     | Fantasietaal            | Uit de Smurfenreeks                                                                               |
| Solresol                                    |          | 1817       | Jean François Sudre                                                | Muziektaal              | Internationale hulptaal gebaseerd op solfège                                                      |
| Sona                                        |          | 1935       | Kenneth Searight                                                   | Internationale hulptaal | Heterogene a-posterioritaal                                                                       |
| Spelin                                      |          | 1888       | Juraj Bauer                                                        | Internationale hulptaal | Gemengde a-priori-/a-posterioritaal, voortgekomen uit de Volapükbeweging                          |
| Spokaans                                    |          | 1962       | Rolandt Tweehuysen                                                 | Fantasietaal            | Taal van de fictieve staat Spokanië                                                               |
| Spokil                                      |          | 1887/1890  | Adolphe Nicolas                                                    | Internationale hulptaal | Een a-prioritaal die is voortgekomen uit de Volapükbeweging                                       |
| Standard Galactic Alphabet                  |          |            |                                                                    | Fantasietaal            | Fictief schrift uit de Commander Keen-computerspellen                                             |
| Starsza Mowa                                |          |            | Andrzej Sapkowski                                                  | Fantasietaal            | Op het Engels, Frans, Welsh, Iers en Latijn gebaseerde Elfentaal                                  |
| Syldavisch                                  |          | 1939       | Hergé                                                              | Fantasietaal            | Taal van de fictieve Balkanstaat Syldavië in de Kuifjereeks                                       |
| Talossaans                                  | tzl      | 1980       | R. Ben Madison                                                     | Micronationale taal     | Zeer uitgebreide Romaanse taal van het Koninkrijk Talossa                                         |
| Tenctonees                                  |          |            |                                                                    | Fictieve taal           | Taal van de Tenctonezen (Newcomers) in de sf-serie Alien Nation                                   |
| Teonaht                                     |          | 1962       | Sally Caves                                                        | Fantasietaal            | Taal van de fictieve Teonim                                                                       |
| Timerio                                     |          | 1921       | Tiemer                                                             | Cijfertaal              | Numerieke taal                                                                                    |
| Toki Pona                                   | tok      | 2001       | Sonja Lang                                                         | Filosofische taal       | Minimalistische taal met 120 woorden, gebaseerd op het taoïsme                                    |
| Transpiranto                                |          | 1930       | Martin Weichert                                                    | Parodietaal             | Op het Zweeds gebaseerde parodie op het Esperanto                                                 |
| Tsolyáni                                    |          | jaren 1940 | M.A.R. Barker                                                      | Fantasietaal            | Eerste kunsttaal gemaakt voor een rollenspel, gebaseerd op het Urdu, Pasjtoe, Mayaans en Nahuatl  |
| Tutonish                                    |          | 1902       | Elias Molee                                                        | Zonale hulptaal         | Gebaseerd op de Germaanse talen                                                                   |
| Unitario                                    |          | 1987       | Rolf Riehm, pseud. Mario Pleyer                                    | Internationale hulptaal |                                                                                                   |
| Universal                                   |          | 1923-1928  | G.I. Muravkin, L.I. Vasilevski                                     | Internationale hulptaal | Schematische taal, deel gebaseerd op het Esperanto                                                |
| Universalglot                               |          | 1868       | Jean Pirro                                                         | Internationale hulptaal | Schematische a-posterioritaal, vroege voorloper van het Esperanto                                 |
| Universalis Lingua Slavica                  |          | 1826       | Ján Herkeľ                                                         | Zonale hulptaal         | Gebaseerd op de Slavische talen                                                                   |
| Uropi                                       |          | 1983       | Joël Landais                                                       | Internationale hulptaal | Gebaseerd op de Indo-Europese talen                                                               |
| Vendergood                                  |          | 1906       | William James Sidis                                                | Experimentele taal      | Gecreëerd door een achtjarig wonderkind, gebaseerd op het Latijn en Grieks                        |
| Verdurisch                                  |          | 1978       | Mark Rosenfelder                                                   | Fantasietaal            | De bekendste van Rosenfelders talen van Almea                                                     |
| Verlan                                      |          |            |                                                                    | Taalspelletje           | Gebaseerd op het Frans                                                                            |
| Volapük                                     | vo, vol  | 1879       | Johann Martin Schleyer                                             | Internationale hulptaal | De succesvolste kunsttaal vóór het Esperanto                                                      |
| Vorlin                                      |          | 1991       | Rick Harrison                                                      | Experimentele taal      |                                                                                                   |
| Voynichmanuscript                           |          | 15e eeuw   | ?                                                                  |                         | Volgens sommigen geschreven in een kunsttaal                                                      |
| Wenedyk                                     |          | 2002       | Jan van Steenbergen                                                | Alternatieve taal       | Een op het Pools gebaseerde Romaanse taal uit Ill Bethisad                                        |
| Wereldduits                                 |          | 1915       | Wilhelm Ostwald                                                    | Zonale hulptaal         | Gebaseerd op het Duits                                                                            |
| Westron                                     |          |            | J.R.R. Tolkien                                                     | Fantasietaal            | A-prioritaal van Midden-aarde                                                                     |
| Zaoem                                       |          | 1913       |                                                                    | Experimentele taal      | Taalkundige experimenten van Russische futuristische dichters                                     |
| Zwarte Taal                                 |          | 1917-1973  | J.R.R. Tolkien                                                     | Fantasietaal            | Taal van Midden-aarde                                                                             |
| Þrjótrunn                                   |          | 2006       | Henrik Theiling                                                    | Alternatieve taal       | Een op het IJslands gebaseerde Romaanse taal                                                      |